# Wladimir Jewgenjewitsch Issaitschew
Wladimir Jewgenjewitsch Issaitschew (russisch Владимир Евгеньевич Исайчев, auch Vladimir Isaychev; * 21. April 1986 in Kuibyschew) ist ein ehemaliger russischer Bahn- und Straßenradrennfahrer.

## Sportliche Laufbahn
Wladimir Issaitschew wurde 2003 in Moskau Junioren-Europameister in der Mannschaftsverfolgung gemeinsam mit Michail Ignatjew, Anton Mindlin und Nikolai Trussow. Von 2008 bis 2010 fuhr er für das spanische Professional Continental Team Karpin Galicia, das später den Namen Xacobeo Galicia führte. In der Saison 2009 startete Issaitschew beim Giro d’Italia, wo er den 164. Platz in der Gesamtwertung belegte.
Ab 2011 fuhr er für das russische Team Katusha. Auf der fünften Etappe der Tour de Suisse 2012 gewann er den Sprint einer sechsköpfigen Ausreißergruppe und feierte damit seinen ersten Profisieg. Er startete im Straßenrennen der Olympischen Spiele im Straßenrennen und belegte Platz 52. Im Jahr darauf wurde er russischer Straßenmeister. 2015 entschied er eine Etappe der Burgos-Rundfahrt für sich sowie mit dem Team Katusha das Mannschaftszeitfahren der Österreich-Rundfahrt. 2016 beendete er seine Radsportlaufbahn.

## Erfolge

### Straße
2012
- eine Etappe Tour de Suisse

2013
- Russischer Meister – Straßenrennen

2015
- Mannschaftszeitfahren Österreich-Rundfahrt
- eine Etappe Burgos-Rundfahrt

### Bahn
2003
- Europameister – Mannschaftsverfolgung (Junioren) mit Michail Ignatjew, Anton Mindlin und Nikolai Trussow

## Grand-Tour-Platzierungen
| Grand Tour            | 2009 | 2010 | 2011 | 2012 | 2013 | 2014 | 2015 |
| --------------------- | ---- | ---- | ---- | ---- | ---- | ---- | ---- |
| Giro d’ItaliaGiro     | 159  | –    | –    | –    | –    | –    | –    |
| Tour de FranceTour    | –    | –    | DNF  | –    | –    | 157  | –    |
| Vuelta a EspañaVuelta | –    | 133  | –    | –    | 131  | –    | DNF  |

## Teams
- 2005 Lokomotiv
- 2008–2010 Karpin Galicia / Xacobeo Galicia
- 2011 Katusha Team
- 2012 Katusha Team
- 2013 Katusha
- 2014 Team Katusha
- 2015 Team Katusha
- 2016 Team Katusha